# Xe tải tàu hỏa

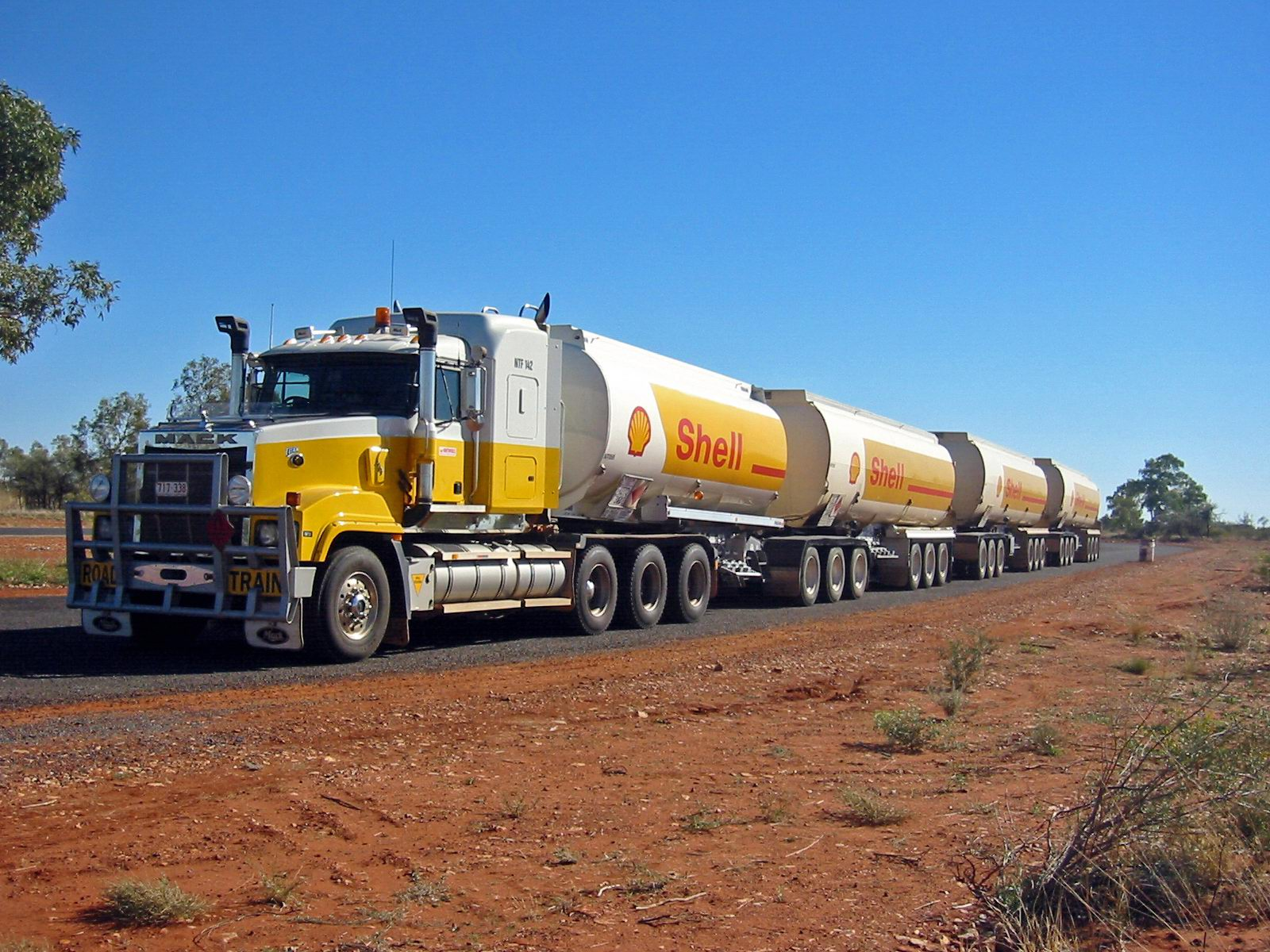
Một chiếc xe tải tàu hỏa với nhiều bồn chứa xăng dầu kéo theo tại Úc

Xe tải tàu hỏa  hay xe tải đường bộ, tàu hỏa đường bộ, (tiếng Anh: Road train) là loại xe tải có động cơ công suất lớn, kéo theo trên một thùng công tơ nơ hay bồn chứa. Loại xe này chỉ được sử dụng rộng rãi tại các quốc gia rộng lớn xa xôi như  Úc, Hoa Kỳ, Canada, México, Argentina,... để vận tải hiệu quả cao.

## Kích thước, số lượng toa xe
Thông thường loại xe này thường có từ 1 đến dài nhất hơn 100 toa xe. Chiều dài nhất là 1,474.3 mét, tổng trọng lượng của xe nặng nhất là 1.300 tấn, do John Atkinson, lập kỉ lục vào ngày 18 Tháng 2 năm 2006.